# Flughafen Abha

i7
i11
i13
Der Internationale Flughafen Abha (arabisch مطار أبها الدولي, DMG Maṭār Abhā ad-duwalī, IATA-Code: AHB, ICAO-Code: OEAB) liegt im Süden Saudi-Arabiens in der Provinz Asir zwischen den Städten Abha und Chamis Muschait.
Der Flughafen Abha wurde 1977 eröffnet und verfügt über eine Start- und Landebahn mit der Orientierung 13/31, die eine Länge von 3350 m aufweist. Er ist mit einigen nationalen und internationalen Zielen verbunden, unter anderem mit Kairo, Dubai, Riad und Dschidda.

## Angriffe auf den Flughafen
Durch seine Nähe zum Jemen ist der Flughafen im Laufe des Huthi-Konflikts mehrfach zum Ziel von Angriffen geworden, da Saudi-Arabien die Regierung des Jemen im Kampf gegen die Huthi-Rebellen unterstützt, welche deshalb versuchen, strategische (militärische) Infrastruktur in Saudi-Arabien zu attackieren.
So wurden am 12. Juni 2019 bei einem Raketenangriff 26 Personen verletzt, am 23. Juni 2019 wurde bei einem mit Drohnen durchgeführten Anschlag eine Person getötet und sieben weitere Personen verletzt. Ein weiterer Angriff am 2. Juli 2019 führte zu Verletzungen bei neun Personen. Am 30. August 2020 wurde eine bewaffnete Drohne auf dem Weg zum Flughafen abgefangen. Am 10. Februar 2021 wurde bei einem durch bewaffnete Drohnen ausgeführten Angriff der Huthis ein Airbus A320 der Flyadeal (Luftfahrzeugkennzeichen HZ-FAB) erheblich beschädigt.